# Sweet Charity (film)
Sweet Charity is een Amerikaanse muziekfilm uit 1969 en was het regiedebuut van Bob Fosse.

## Verhaal
Charity is een taxi-dancer met een gouden hart. Op een dag gaat haar vriendje aan de haal met haar spaargeld. Ze hoopt echter nog altijd dat ze de man van haar leven zal leren kennen. Charity ziet een mogelijke kandidaat in de knappe Oscar. Ze vertelt hem echter niet wat ze doet voor de kost.